# تشوبانان
تشوبانان، هي قرية وعاصمة منطقة تشوبانان الريفية في منطقة أناراك، مقاطعة نائين، محافظة أصفهان، إيران.
في التعداد الوطني لعام 2006، بلغ عدد سكانها 1485 نسمة في 421 أسرة. التعداد التالي في عام 2011 أحصى 2301 شخصًا في 601 أسرة. أظهر التعداد الأخير لعام 2016 أن عدد السكان يبلغ 1826 نسمة في 613 أسرة. وكانت أكبر قرية في منطقتها الريفية.